# Nathan Pasha
Nathan Pasha (* 15. Juli 1992 in Atlanta, Georgia) ist ein US-amerikanischer Tennisspieler.

## Karriere
Nathan Pasha spielt hauptsächlich auf der ATP Challenger Tour und der ITF Future Tour. Sein Debüt im Einzel auf der ATP World Tour gab er im Juli 2014 bei den BB&T Atlanta Open, wo er jedoch bereits in der Auftaktrunde gegen Lukáš Lacko in zwei Sätzen verlor.
Im Doppel erfolgte bei den US Open der erste Auftritt auf World-Tour-Niveau. Hierbei bildete Pasha ein Doppelpaar mit Sekou Bangoura. Sie verloren ihre Auftaktpartie gegen Michael Kohlmann und Jarkko Nieminen klar in zwei Sätzen.

## Erfolge
| Legende (Anzahl der Siege)  |
| Grand Slam                  |
| ATP World Tour Finals       |
| ATP World Tour Masters 1000 |
| ATP World Tour 500          |
| ATP World Tour 250          |
| ATP Challenger Tour (3)     |

### Doppel

#### Turniersiege
| Nr. | Datum            | Turnier     | Belag         | Partner         | Finalgegner                            | Ergebnis         |
| --- | ---------------- | ----------- | ------------- | --------------- | -------------------------------------- | ---------------- |
| 1.  | 21. Oktober 2018 | Calgary (1) | Hartplatz (i) | Robert Galloway | Matt Reid John-Patrick Smith           | 6:4, 4:6, [10:6] |
| 2.  | 7. April 2019    | Monterrey   | Hartplatz     | Evan King       | Santiago González Aisam-ul-Haq Qureshi | 7:5, 6:2         |
| 3.  | 1. März 2020     | Calgary (2) | Hartplatz (i) | Max Schnur      | Harry Bourchier Filip Peliwo           | 7:64, 6:3        |